# Survivor (nummer van Destiny's Child)
Survivor is een nummer van de Amerikaanse meidengroep Destiny's Child uit 2001. Het is de tweede single van hun gelijknamige derde studioalbum Survivor.
"Survivor" werd een wereldwijde hit. Het haalde bijvoorbeeld de tweede positie in de Amerikaanse Billboard Hot 100 en de Nederlandse Top 40. In de Vlaamse Ultratop 50 kwam het niet verder dan nummer vijf.